# Auxais
Auxais är en kommun i departementet Manche i regionen Normandie i norra Frankrike. Kommunen ligger i kantonen Carentan som tillhör arrondissementet Saint-Lô. År 2022 hade Auxais 173 invånare.

## Befolkningsutveckling
Antalet invånare i kommunen Auxais
| Referens: INSEE |